# Regiomontanus
Pour les articles homonymes, voir Johannes Müller (homonymie), Müller et Königsberg (homonymie).
Johannes Müller von Königsberg (Unfinden, près de Königsberg (Bavière) le 6 juin 1436 – Rome le 6 juillet 1476), plus connu sous son nom latin Regiomontanus, est un astronome, mathématicien et astrologue allemand. Ses traités (notamment De triangulis omnimodis, 1464) et ses commentaires sur l'Almageste de Ptolémée, sont à l'origine de la renaissance de la trigonométrie en Europe. L'astrologie lui doit un système de domification qui porte son nom. On l'a connu également sous d'autres noms, suivant les langues : Montereggio, Montroyal. Il est vigoureusement critiqué par Jérôme Cardan (1501-1576) concernant son plagiat à l'encontre du mathématicien et astronome maghrébin Jabir Ibn Aflah, dont il reprend des pages entières de l'œuvre maitresse sans jamais en signaler l'origine.

## Repères biographiques
Il est né à Unfinden (de), un village de Franconie, près de Königsberg en Bavière. Son nom complet en latin est Joannes de Regio monte, qui est abrégé en Regiomontanus (terme latin pour « Königsberg », la montagne du roi).
À l'âge de onze ans, il commence des études à l'université de Leipzig. Trois ans plus tard, il part à Alma mater Rudolphina, l'université de Vienne en Autriche. Il devient alors le pupille et l'ami de Georg von Peuerbach. En 1457 (il a alors 21 ans), il obtient son diplôme, et commence à donner des cours d'optique et de littérature ancienne. La même année, il fabrique un astrolabe pour Maximilien Ier de Habsbourg, et en 1465, un cadran solaire portable pour le pape Paul II. Son travail avec Peuerbach l'amène à lire les écrits de Nicolas de Cues, proche de la théorie héliocentrique. Regiomontanus restera cependant partisan du géocentrisme de Ptolémée. Après la mort de Peuerbach, il prend la suite de la rédaction d'un abrégé commenté de l' Almageste, l' Epytoma in Almagesti Ptolemei, que Peuerbach avait commencée à l'initiative du cardinal Johannes Bessarion. Plus tard, Nicolas Copernic cite Epytoma parmi les influences qui ont guidé son travail. En 1464, il découvre les Arithmétiques de Diophante, qui sera traduit du grec en latin en 1575 par Xylander, et relance ainsi l'intérêt pour l'algèbre en Occident. Entre 1461 et 1465, Regiomontanus vit et travaille chez le cardinal Bessarion, à Rome. Il écrit De triangulis omnimodis libri quinque (Sur les triangles) en 1464, l'un des premiers ouvrages présentant l'état d'avancement de la trigonométrie à l'époque. Dans cet ouvrage il y établit une table des sinus à sept décimales ainsi que la première table de tangentes; il écrit :

« Vous qui souhaitez étudier de grandes et merveilleuses choses, qui vous questionnez à propos du mouvement des étoiles, vous devriez lire ces théorèmes à propos des triangles. Cette connaissance vous ouvrira les portes de l'astronomie et de certains problèmes géométriques. »

En 1467, il quitte Rome et part s'installer à la cour de Matthias Ier de Hongrie. Là il calcule d'importantes tables astronomiques et fabrique des instruments d'astronomie.
En 1471 il part pour la ville libre de Nuremberg, en Franconie, qui était alors un centre important en matière de commerce, d'art, et de connaissances dans le Saint-Empire romain germanique. Regiomontanus est renommé pour avoir construit à Nuremberg le premier observatoire astronomique d'Allemagne, peut-être même d'Europe. Il y publie de très nombreux tableaux astronomiques.
En 1475 il retourne à Rome pour travailler, avec le pape Sixte IV, sur la réforme du calendrier. Regiomontanus meurt mystérieusement à cette époque : de la peste selon certaines sources, mais plus vraisemblablement assassiné, le 6 juillet 1476, alors qu'il venait tout juste d'avoir quarante ans.
Auteur prolifique, Regiomontanus était déjà internationalement reconnu de son vivant. Bien qu'ayant achevé moins d'un quart de ce qu'il comptait accomplir, il a réalisé une somme de travail considérable. Domenico Maria Novara, professeur de Copernic, fait référence à Regiomontanus comme ayant été son propre professeur.

## Contributions

### La domification dite de Regiomontanus
Un système de domification lui est généralement attribué, bien que son auteur soit sans doute un rabbin d'Espagne du XIIe siècle, nommé Abraham ibn Ezra. Il présente lui-même son système comme un compromis entre ceux d'Alcabitius et de Campanus. Son principe est semblable à celui de Campanus, toutefois les grands cercles de position qui donneront les cuspides des maisons en coupant l'écliptique, sont astreints cette fois à diviser l'équateur céleste en arcs égaux de 30 degrés et non plus le premier vertical.

### Question d'antériorité
La plus grande partie de ce que dit Regiomontanus sur la trigonométrie sphérique dans De triangulis vient, sans que Regiomontanus le mentionne (c'était commun à l'époque), de Jabir ibn Aflah, aussi appelé Geber ; Jérôme Cardan le note déjà au XVIe siècle.

## Œuvres

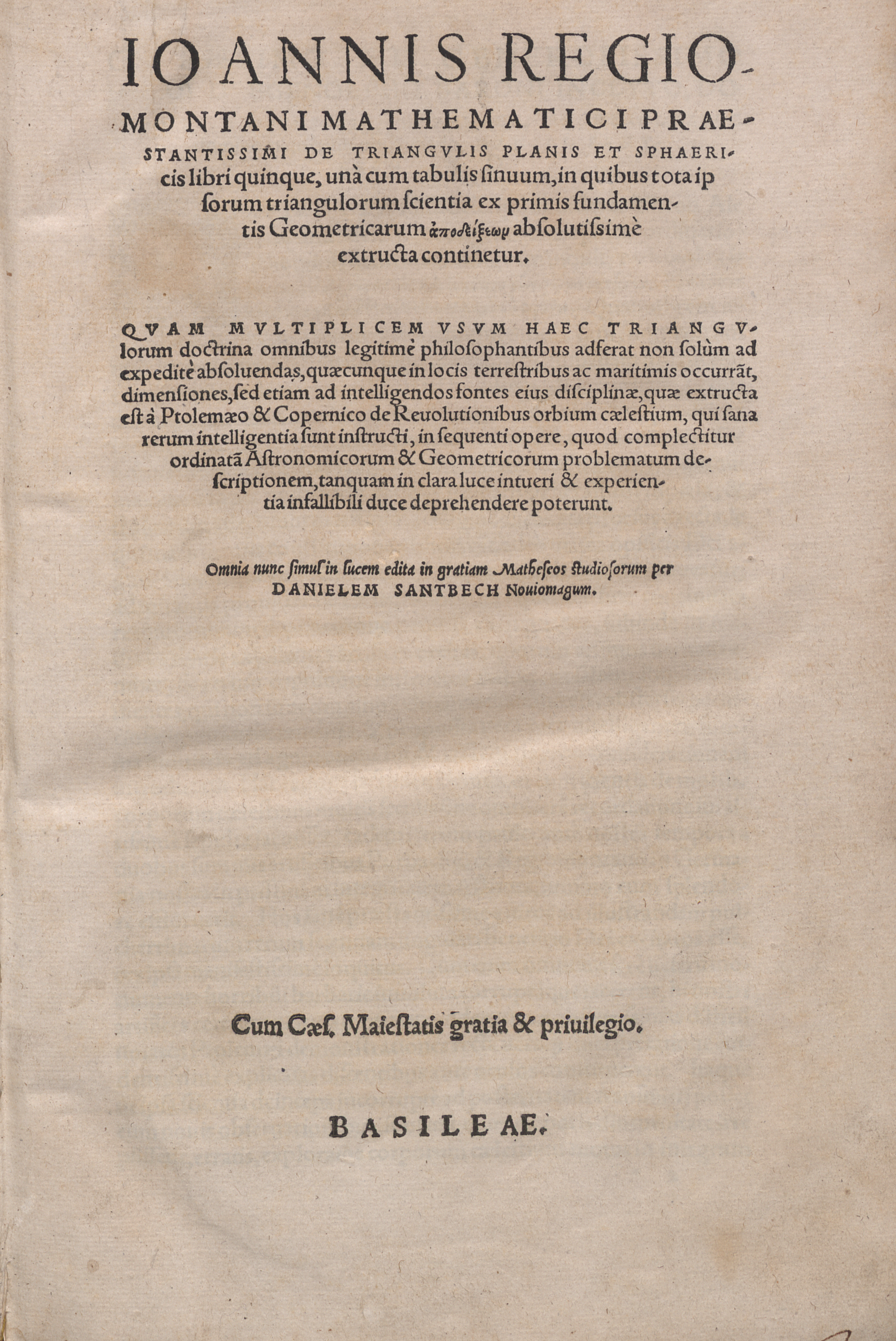
De triangulis planis et sphaericis libri

- De cometa anni 1475, Francofurti ad Moenum : 1574 (aussi en pdf)
- Kalendario, publication : Venetiis : Bernardus Pictor, Petrus Loslein, Erbardus Ratdolt, 1476
- Calendarium, reproduction de l'édition de 1483.
- Calendarium, reproduction de l'édition de 1485.
- Epytoma Joannis de Monte Regio in Almagestum Ptolomei, sur l'Almageste de Claude Ptolémée, reproduction de l'édition de : Venise, per Johannem Hamman de Landoia, 1496.
- Ephemerides sive almanach perpetuus, reproduction de l'édition de Venise, impr. Petri Liechtenstein, 1498.

### Édition moderne
- (de) Joannes Regiomontanus, Joannis Regiomontani Opera collectanea; Faksimiledrucke von neun Schriften Regiomontans und einer von ihm gedruckten Schrift seines Lehres Purbach, Osnabrück, O. Zeller, coll. « Milliaria » (no 10.2), 1949, 793 p. (ISBN 978-3-535-00816-1 et 978-3-535-00212-1, OCLC 74118684)
- Jean-Marie Nicolle (trad.) : De la quadrature du cercle d'après Nicolas le Cusain, dialogue de Jean Regiomontanus (Müller Johannes, dit Regiomontanus), in De triangulis Omnibus Libri Quinque, en annexe de Nicolas de Cues, Les Ecrits mathématiques, Paris, Champion, 2007  (ISBN 978-2-7453-1573-1)
- Michela Malpangotto (éd.), Oratio in praelectione Alfragani, Programma editoriale, Prefazione al Dialogus inter Viennensem et Cracoviensem adversus Gerardi Cremonensis in planetarum theoricas deliramenta, in Regiomontano e il rinnovamento del sapere matematico e astronomico nel Quattrocento, Cacucci, 2008

### Numérisations du SCD de l'université de Strasbourg
- Numérisations

### Numérisations duMünchener Digitalisierungszentrum(MDZ)
- Numérisations

### Éponymie
Portent le nom de Regiomontanus :
- (9307) Regiomontanus, astéroïde de la ceinture principale ;
- le planétarium et observatoire Regiomontanus-Sternwarte de Nuremberg ; il est au no 1, Regiomontanusweg ;
- une école à Cobourg ;
- une rue Regiomontanus à Königsberg in Bayern, et, dans la même ville, une Regiomontanus-Volksschule ;
- une rue à Esztergom.